# Парк XIX століття (Тадані)
Парк XIX століття — парк-пам'ятка садово-паркового мистецтва місцевого значення в Україні. Розташований у межах Львівського району Львівської області, в селі Тадані. 
Площа 3,67 га. Статус надано згідно з рішенням виконкому Львівської обласної ради від 9 жовтня 1984 року № 495. Перебуває у віданні Кам'янка-Бузької міської ради. 
Статус надано для збереження парку, на території якого був розташований палацовий комплекс Юзефа Бортманського, збудований на початку XIX століття. За радянської влади на території фільварку влаштували ферми, розібравши панські будівлі, включно з палацом, ледь не до фундаментів. Нині від палацового комплексу збереглися частина житлового будинку, конюшні та споруджена у 1908 році неоготична вежа, які теж перебувають у стані руйнації. Також збереглися гробівець дружини Бартманського неподалік від вежі фільварку.